# یواس‌اس ماسکیگن (پی‌اف-۲۴)
یواس‌اس ماسکیگن (پی‌اف-۲۴) (به انگلیسی: USS Muskegon (PF-24)) یک کشتی بود که طول آن ۳۰۳ فوت ۱۱ اینچ (۹۲٫۶۳ متر) بود. این کشتی در سال ۱۹۴۳ ساخته شد.